# Trachylepis sulcata
Trachylepis sulcata este o specie de șopârle din genul Trachylepis, familia Scincidae, descrisă de Peters 1867. Conform Catalogue of Life specia Trachylepis sulcata nu are subspecii cunoscute.

## Galerie

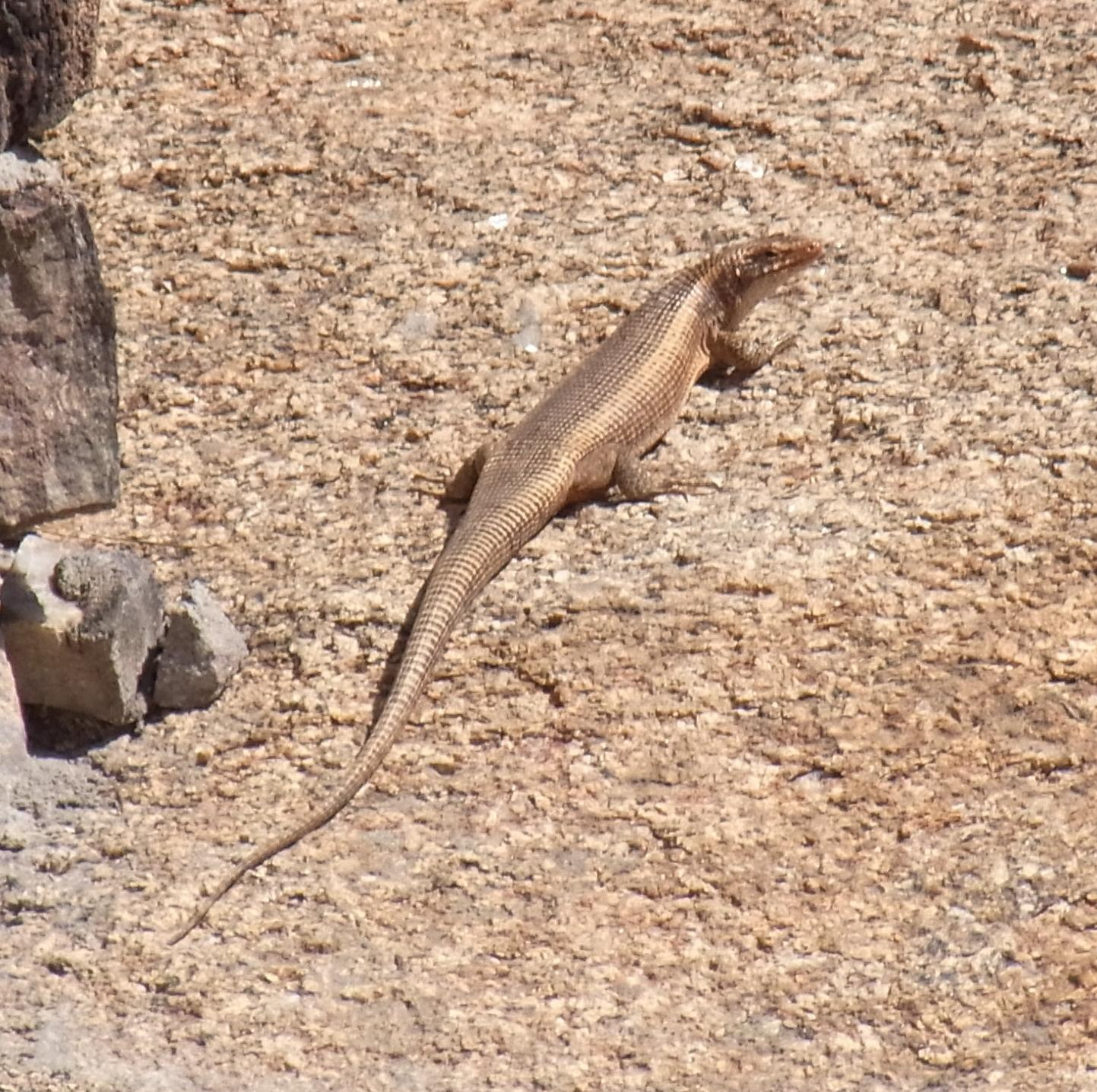
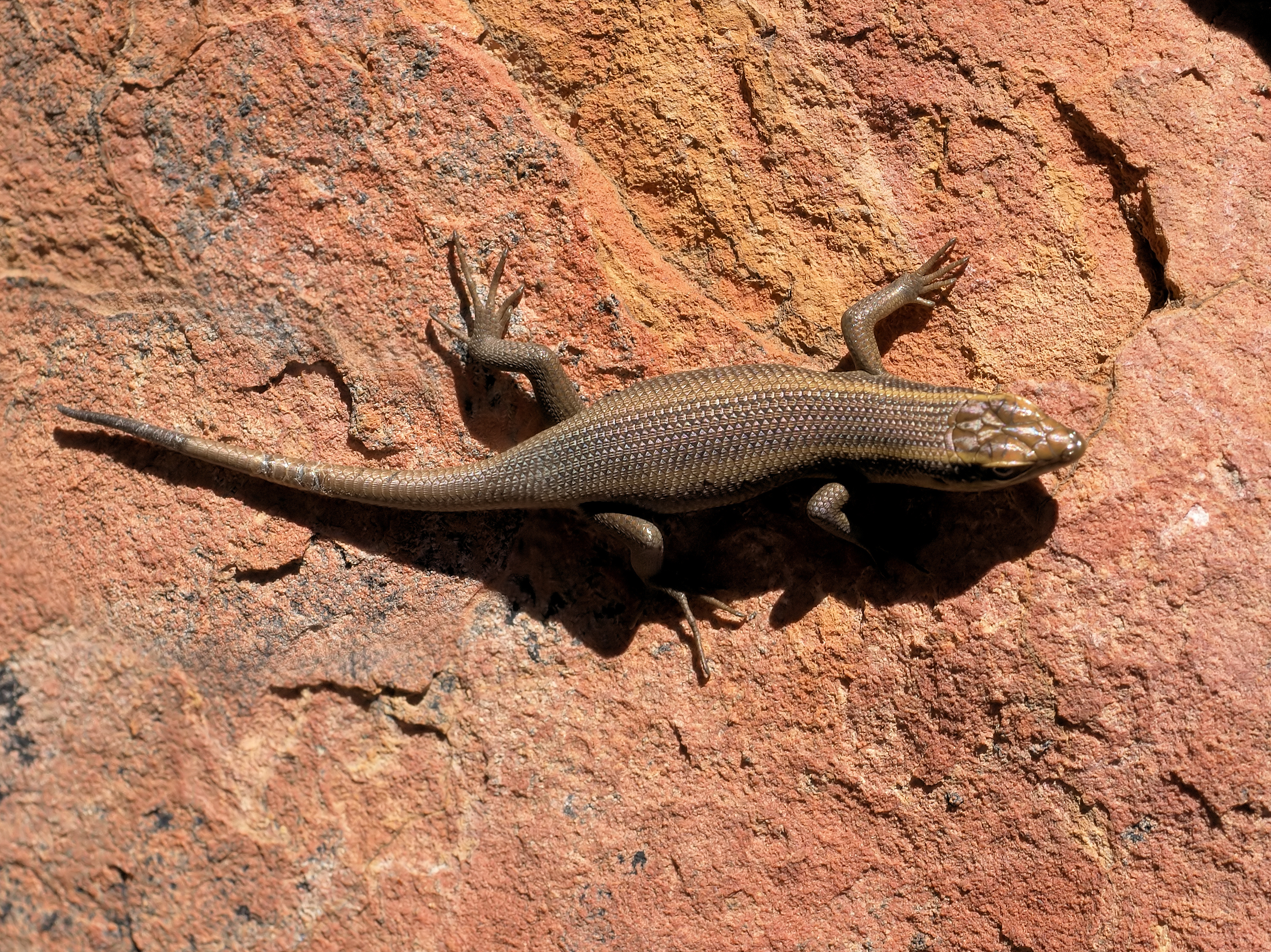
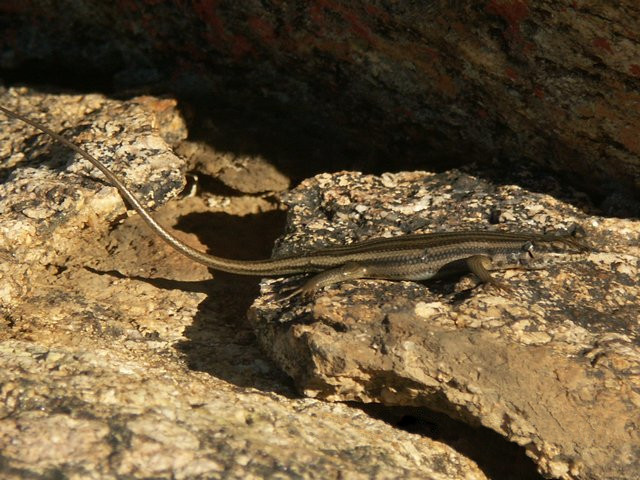